# Rudolf Rocker
Johann Rudolf Rocker (Mogúncia, 25 de março de 1873 — Crompond, 19 de setembro de 1958) foi um escritor e ativista anarquista alemão. Ele nasceu em Mainz em uma família de artesãos católicos romanos.

## Vida
Seu pai morreu quando ele era criança e sua mãe quando ele era adolescente, então ele passou algum tempo em um orfanato. Quando jovem trabalhou como grumete em barcos fluviais e depois foi aprendiz de tipógrafo. Ele se envolveu com o sindicalismo e ingressou no Partido Social Democrata da Alemanha (SPD) antes de ficar sob a influência de anarquistas como Mikhail Bakunin e Peter Kropotkin. Com outros jovens libertários, foi expulso do SPD, e seu ativismo anarquista o levou a fugir da Alemanha para Paris, onde entrou em contato com sindicalistas e anarquistas judeus, ideias e práticas. Em 1895, mudou-se para Londres. Além de breves períodos em Liverpool e em outros lugares, ele permaneceu no leste de Londres pela maior parte das duas décadas seguintes, atuando como uma figura-chave na cena anarquista de língua iídiche lá, incluindo a edição do periódico Arbeter Fraynd, a publicação dos principais pensadores do anarquismo e organização de greves na indústria do vestuário . Em Londres, ele formou uma parceria vitalícia com Milly Witkop, uma anarquista nascida na Ucrânia de origem iídiche. Durante a Primeira Guerra Mundial, ele foi internado como estrangeiro inimigo e no final da guerra foi deportado para a Holanda.

Na década de 1920, ele residia principalmente na Alemanha, onde foi um dos arquitetos do sindicalista Sindicato dos Trabalhadores Livres da Alemanha (FAUD) e seu órgão Der Syndikalist e um dos fundadores da Associação Internacional dos Trabalhadores (IWA). Ele ficou cada vez mais preocupado com a ascensão do nacionalismo e do fascismo (ele começou a trabalhar em sua magnum opus Nationalism and Culture neste período) e deixou a Alemanha em 1933 para os Estados Unidos . Nos EUA, ele era ativo com o grupo Yiddish Freie Arbeiter Stimme, e estava particularmente envolvido na educação libertária e em solidariedade com a Revolução Espanhola e seus inimigos fascistas e stalinistas. Seus clássicos Nacionalismo e Cultura e Anarcossindicalismo foram publicados na década de 1930. Tendo se oposto a ambos os lados na Primeira Guerra Mundial, como antifascista apoiou os Aliados na Segunda Guerra Mundial. Após a guerra, ele publicou Pioneers of American Freedom, uma série de ensaios detalhando a história do pensamento liberal e anarquista nos Estados Unidos, buscando desmascarar a ideia de que o pensamento radical era estranho à história e à cultura americana e havia sido meramente importado por imigrantes.